# Іспанські Бурбони
Іспанські Бурбони (ісп. Casa de Borbón en España, італ. Borbone di Spagna, сиц. Burbona di Spagna), також відомі як Анжуйські Бурбони — молодша гілка французької династії Бурбонів. Заснована в 1700 році іспанським королем Філіпом V. Сьогодні є чинною династією в Іспанії.
Загалом Бурбони правлять в Іспанії весь час від 1700 року, за винятком: наполеонівської окупації (1808-1813), правління Амадея I (1870-1873), Першої Іспанської Республіки (1873-1874), Другої Іспанської Республіки (1931-1939) і диктатури Франсіско Франко (1939-1975).

## Історія
Родоначальником династії є Філіп Анжуйський, внук Людовика XIV, який в 1700 році був проголошений королем Іспанії під іменем Філіп V. Це проголошення призвело до Війни за іспанську спадщину, в якій Філіп V боровся з австрійським претендентом на іспанський трон Карлом VI, в результаті якої іспанську корону отримав перший.
Правління однієї і тієї ж династії в Франції і Іспанії не завадило країнам проводити автономну одну від одної політику. Тим не менш, це полегшувало підписання політичних і воєнних союзів, таких як Сімейна угода.
В дев'ятнадцятому столітті, в роді відбувся розкол на два ворогуючих табори: карлістський, прихильники якого вважали дона Карлоса законним спадкоємцем іспанського престолу, і тих хто підтримав королеву Ізабелу II та її чоловіка короля-консорта Франсіско де Асіз Бурбона. Ця ворожнеча призвела до ряду громадянських війн, відомих під назвою Карлістські війни. Сьогодні королем Іспанії є Філіп VI, але карлісти вважають справжнім спадкоємцем на трон нинішнього голову пармських Бурбонів Карлоса.

## Анжуйські Бурбони королі Іспанії

Герб анжуйських Бурбонів як королів Іспанії

## Анжуйські Бурбони королі Іспанії[2]
- Філіп V (1700–1746)
- Луїс I (1724)
- Фернандо VI (1746–1759)
- Карл III (1759–1788)
- Карл IV (1788–1808)
- Фернандо VII (1813–1833)
- Ізабела II (1833–1868)
- Альфонс XII (1877–1885)
- Альфонсо XIII (1886–1931)
- Хуан Карлос I (1975–2014)
- Філіп VI (2014 — дотепер)